# Echinopyrrhosia trophocyon
Echinopyrrhosia trophocyon là một loài ruồi trong họ Tachinidae.